# سد هوی کوم
سد هوی کوم (به لاتین: Huai Kum Dam) یک سد در تایلند است که در Nong Phon Ngam واقع شده‌است.